# Chlorogomphus yokoii
Chlorogomphus yokoii är en trollsländeart som beskrevs av Karube 1995. Chlorogomphus yokoii ingår i släktet Chlorogomphus och familjen kungstrollsländor. IUCN kategoriserar arten globalt som otillräckligt studerad. Inga underarter finns listade i Catalogue of Life.